# Ciriza/Ziritza
Ciriza/Ziritza (spanisch Ciriza, baskisch Ziritza) ist ein Ort und eine Gemeinde (municipio) mit 161 Einwohnern (Stand: 2024) in der autonomen Gemeinschaft Navarra im Norden von Spanien. 

## Lage und Klima
Ciriza/Ziritza liegt in ca. 465 m Höhe und ist ca. 14 Kilometer (Fahrtstrecke) in westlicher Richtung von der Regionalhauptstadt Pamplona entfernt. Der Arga begrenzt die Gemeinde im Südosten. Das Klima ist gemäßigt bis warm.

## Bevölkerungsentwicklung
| Jahr      | 1970 | 1981 | 1991 | 2001 | 2011 | 2021 |
| Einwohner | 63   | 54   | 57   | 72   | 111  | 163  |

## Sehenswürdigkeiten

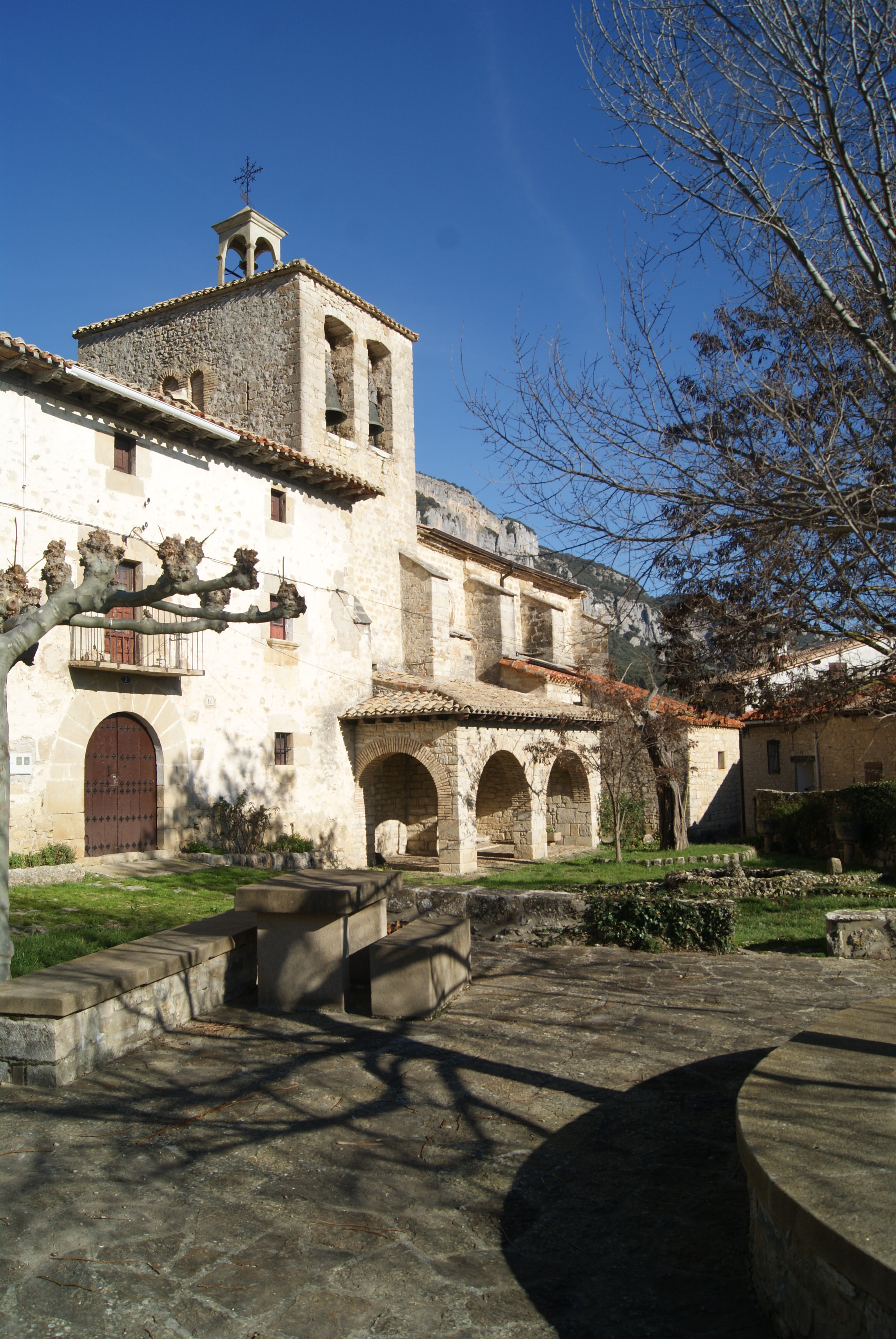
Michaeliskirche
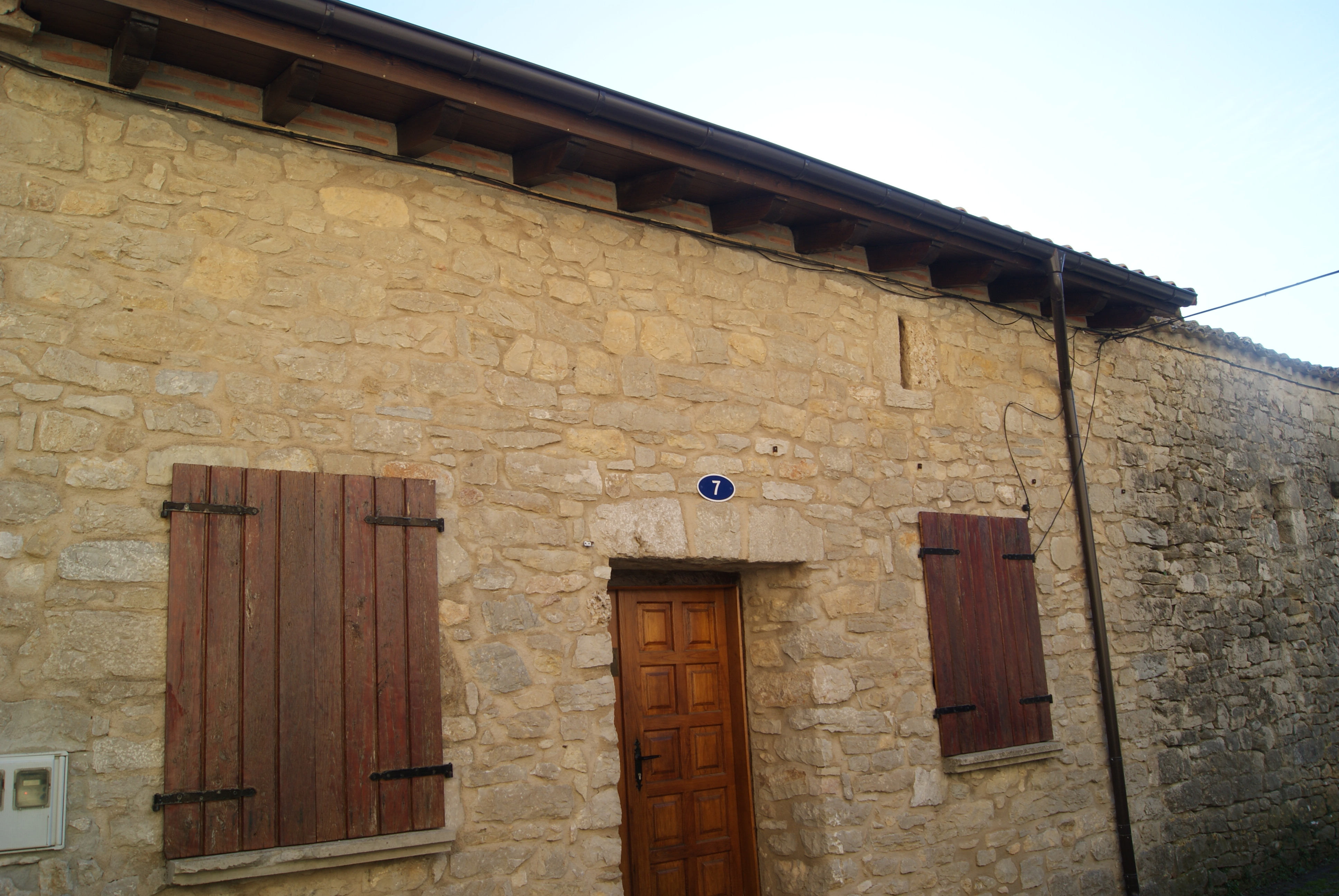
Rathaus

- Michaeliskirche
- Rathaus